# Huntington Park
Huntington Park je město v okrese Los Angeles County ve státě Kalifornie ve Spojených státech amerických. K roku 2010 zde žilo 58 114 obyvatel. S celkovou rozlohou 7,811 km² byla hustota zalidnění 7 400 obyvatel na km².